# Revolta Trabalhista Canadense
A Revolta Trabalhista Canadense foi uma série vagamente conectada de greves, motins e conflitos trabalhistas que ocorreram em todo o Canadá entre 1918 e 1925, em grande parte organizada pela One Big Union (OBU).  
Foi causada por uma variedade de fatores, incluindo o aumento do custo de vida, o desemprego, a intensidade do trabalho, a falta de vontade dos empregadores em reconhecer os sindicatos e a revolução internacional em curso.  A One Big Union pretendia derrubar o capitalismo e o Estado canadiano e substituí-lo por um sistema socialista baseado no controlo operário da indústria e um sistema democrático com representação baseada no local de trabalho em vez de na localização residencial. 
Inspirados pela Revolução Bolchevique na Rússia e pelo Levante Espartaquista na Alemanha, os sindicatos no Canadá tornaram-se cada vez mais militantes.  A revolta começou com a greve geral de Vancouver em 2 de agosto de 1918. A greve geral foi violentamente reprimida pelos militares e os escritórios sindicais foram saqueados. Victor Midgley, o líder da greve, foi atirado de uma janela, e forçado a beijar a bandeira britânica.  A supressão da greve enfureceu o movimento trabalhista, com muitos líderes trabalhistas e sindicalistas locais pedindo uma revolução contra o governo canadense.  Na conferência nacional de setembro de 1918 do Congresso de Comércio e Trabalho do Canadá (TLC), a organização guarda-chuva à qual pertenciam os sindicatos canadenses, A. S. Wells, líder da Federação do Trabalho da Colúmbia Britânica, disse que "teremos que ter nossa organização industrial semelhante àquela que provou ter tais benefícios na Rússia". O crescente radicalismo foi denunciado pelo TLC. 
Em março de 1919, os sindicatos radicais deixaram o TLC e formaram o One Big Union.  A OBU organizou mais de 100 greves gerais até 1925, sendo a mais proeminente a greve geral de Winnipeg.  O revolucionário italiano Antonio Gramsci proclamou que no Canadá, “as greves industriais assumiram o carácter aberto de uma tentativa de instalar um regime soviético”. A Revolta Trabalhista terminou sem sucesso com a derrota dos trabalhadores da siderurgia e das minas na Batalha de Waterford Lake em 11 de junho de 1925. 

## Antecedentes
No rescaldo da Primeira Guerra Mundial, o Canadá sofreu uma inflação severa. O custo de vida aumentou 48% entre 1916 e 1918, aumentando para 128% em 1920.  Aluguel, combustível e alimentos tiveram seus preços aumentados significativamente. Muitos dos que trabalhavam em indústrias em tempos de guerra, como as de munições, ficaram desempregados. Além disso, indústrias como a de vestuário e metalúrgica começaram a implementar tecnologia para agilizar empregos. Isso tornou o trabalho mais repetitivo, intensivo e tornou redundantes habilidades como o artesanato.  Um relatório conduzido pelo governo federal descobriu que os trabalhadores industriais sofriam com más condições de trabalho, aumento da jornada de trabalho e baixos salários. O trabalho infantil ainda persistia e a condição das trabalhadoras era significativamente pior do que a dos homens. 
A Revolução Russa contribuiu para a crescente agitação dentro da classe trabalhadora canadiana, inflamando as tensões entre eles e os seus empregadores.  Organizações como o Partido Socialista do Canadá e os Industrial Workers of the World viram aumentos significativos de popularidade, atraindo muitos para as ideias do sindicalismo, do socialismo e do comunismo. 
Dentro do movimento trabalhista canadense, havia divisões crescentes em relação ao propósito dos sindicatos. A facção socialista ou “radical” acreditava que derrubar o capitalismo e estabelecer uma indústria controlada pelos trabalhadores com produção para uso deveria ser o objectivo final. Isto levou os socialistas a favorecer o sindicalismo industrial, que organizou todos os trabalhadores no mesmo sindicato, independentemente da ocupação, ofício ou nível de qualificação. A facção radical também apoiou a Revolução Bolchevique, o que os alienou do governo canadense e de setores da classe média que, de outra forma, simpatizavam com o movimento trabalhista. A facção moderada, que constituía a maioria da liderança do  Congresso do Comércio e do Trabalho, argumentou que o objetivo do sindicalismo deveria ser negociar apenas ganhos materiais, como horas de trabalho e salários. Os moderados favoreciam o sindicalismo artesanal, que organizava os trabalhadores com base no seu ofício. A facção moderada foi significativamente influenciada por Samual Gompers e pela Federação Americana do Trabalho, à qual o TLC era filiado.  A intervenção aliada em curso contra a Revolução Bolchevique embelezou ainda mais esta divisão. A facção radical exigiu que os 6.000 soldados canadenses destacados para combater os comunistas russos fossem chamados de volta, enquanto os moderados permaneceram em silêncio sobre o assunto. 

## Movimento grevista de 1918

### Calgary
Entre 1916 e 1918, Calgary, a densidade sindical de Alberta aumentou 35%, tornando-a a 8ª cidade mais sindicalizada do país. O sindicalismo industrial tomou conta do sindicalismo artesanal na cidade, com o Building Trades Council, o Carpenters District Council e o CPR Federated Trades Council tornando-se alguns dos maiores dos 44 sindicatos da cidade. Dentro do Conselho Comercial e Trabalhista de Calgary (ETLC), os socialistas começaram a acumular um poder significativo.  O socialista Andrew Broatch tornou-se líder maquinista local e foi eleito para o conselho municipal. Em 1917, RL Tallon foi eleito líder da 4ª Divisão do Departamento de Funcionários Ferroviários, representando mais de 50.000 trabalhadores em Alberta. Alex Ross ganhou uma cadeira na assembleia legislativa de Alberta.
Em setembro de 1918, o sindicato dos funcionários ferroviários de R.L Tallon não conseguiu chegar a um acordo coletivo de trabalho com a Canadian Pacific Railway. Contra a diretriz do Congresso de Comércio e Trabalho do Canadá, os trabalhadores ferroviários entraram em greve em 5 de outubro de 1918. O recém-criado comité de greve apelou a 21 sindicalistas locais para se juntarem à greve, dos quais 19 votaram pela participação.  Maquinistas, encanadores, ferreiros, caldeireiros, carpinteiros e eletricistas largaram as ferramentas e abandonaram seus empregos. Em 19 de outubro, os trabalhadores devolveram os bondes às estações, paralisando o transporte público. 

A greve contou com amplo apoio entre os veteranos da Primeira Guerra Mundial. O soldado George Palmer discursou em uma reunião em massa da Associação dos Veteranos da Grande Guerra de Calgary em 2 de novembro de 1918:
“Vamos permitir que alguns drones encharcados de ganância, homens que não sabem nem nunca souberam o significado das palavras patriotismo e sacrifício, governem as nossas vidas? Não! Mil vezes não! É o sistema podre e corrupto que permite que os homens acumulem milhões enquanto outros morrem de fome.”
A greve acabou por ser bem sucedida, com os ferroviários a receberem as concessões que exigiam. 

### Edmonton
A militância do movimento trabalhista de Edmonton cresceu significativamente em 1918. Em 19 de janeiro de 1918, a cidade de Edmonton nomeou um chefe dos bombeiros que estava fora do sindicato dos bombeiros e era hostil à sua existência. Isso levou os bombeiros a votarem pela greve em 1º de fevereiro. Com o apoio dos vereadores do Partido Trabalhista no conselho municipal de Edmonton e no ETLC, a greve terminou com sucesso em 19 de março. 

Em outubro de 1918, o Conselho de Comércio e Trabalho de Edmonton votou a favor de uma greve geral de simpatia pelos trabalhadores dos correios em greve e pela greve ferroviária em curso. O maquinista da Edmonton Grand Trunk Railway, E.J. Thompson, declarou: 
“Somos os produtores e não estamos recebendo o que produzimos.”
A ameaça de uma greve de simpatia foi suficiente para que a greve dos carteiros terminasse em vitória e contribuiu para o sucesso da greve ferroviária. 

## Os radicais dividem o Congresso de Comércio e Trabalho do Canadá, formando a OBU (1919)
Em 13 de março de 1919, a Conferência Ocidental do Trabalho foi realizada em Calgary. Nesta reunião de delegados das cinco províncias mais ocidentais do Canadá, os sindicatos pertencentes à facção radical do movimento trabalhista se separaram do Congresso Comercial e Trabalhista do Canadá, formando o One Big Union. 
Alberta enviou o maior número de delegados com 89, a Colúmbia Britânica enviou o segundo com 85, Manitoba enviou 46, Saskatchewan enviou 17 e Ontário enviou dois. Isso representava a maioria dos sindicatos em todos os casos, exceto em Ontário. Os sindicatos do oeste do Canadá eram significativamente mais radicais do que os do Leste e acreditavam que os sindicatos orientais estavam impedindo o progresso do movimento trabalhista. A Conferência Ocidental do Trabalho votou e aprovou inúmeras resoluções que foram rejeitadas na conferência nacional do Congresso do Comércio e do Trabalho, em Quebec, em setembro do ano anterior. Os sindicatos presentes na conferência votaram pela saída do TLC e pela formação do One Big Union. As resoluções aprovadas pela conferência tornaram-se o programa do One Big Union. A One Big Union era explicitamente socialista e influenciada pelas ideias marxistas.  Algumas das suas crenças e aspirações eram ecos dos então proscritos Industrial Workers of the World.
O programa do One Big Union previa: 
- Uma jornada de trabalho de 6 horas e uma semana de trabalho de quatro dias sem perda de salário
- Todos os trabalhadores canadenses serão organizados dentro do mesmo sindicato
- Uma “Ditadura do Proletariado”, uma forma de governo onde a classe trabalhadora tem poder total. A representação seria baseada no local de trabalho e não no distrito eleitoral.
- Controle da indústria pelos trabalhadores através dos sindicatos.
- Nacionalização de todas as empresas.
- A retirada de todas as tropas canadenses na Rússia e a solidariedade com a Revolução Bolchevique e outras revoltas comunistas.
- A libertação de todos os presos políticos.
- Eliminação do mercado livre e estabelecimento de uma economia planificada com produção para uso em vez de produção para lucro.
- Avanço de todas as reivindicações através de greves gerais.

O One Big Union foi imediatamente denunciado pela maioria dos meios de comunicação e pelos restantes sindicatos dentro do TLC por tentar iniciar uma Revolução Bolchevique no Canadá. 

## Levantes da One Big Union (1919)
| Província          | Greves | Número de trabalhadores envolvidos | Duração em dias de greve |
| ------------------ | ------ | ---------------------------------- | ------------------------ |
| Nova Escócia       | 11     | 3.461                              | 85.135                   |
| Novo Brunswick     | 6      | 128                                | 631                      |
| Quebec             | 57     | 25.988                             | 395.285                  |
| Ontário            | 90     | 34.544                             | 632.409                  |
| Manitoba           | 6      | 21.756                             | 817.686                  |
| Saskatchewan       | 9      | 2.041                              | 31.833                   |
| Alberta            | 9      | 9.271                              | 304.967                  |
| Colúmbia Britânica | 23     | 17.234                             | 305.360                  |
| Total              | 210    | 114.423                            | 2.573.306                |

### Greve geral de Vancouver
Considerada a mais duradoura das greves realizadas em simpatia com a greve geral de Winnipeg. 

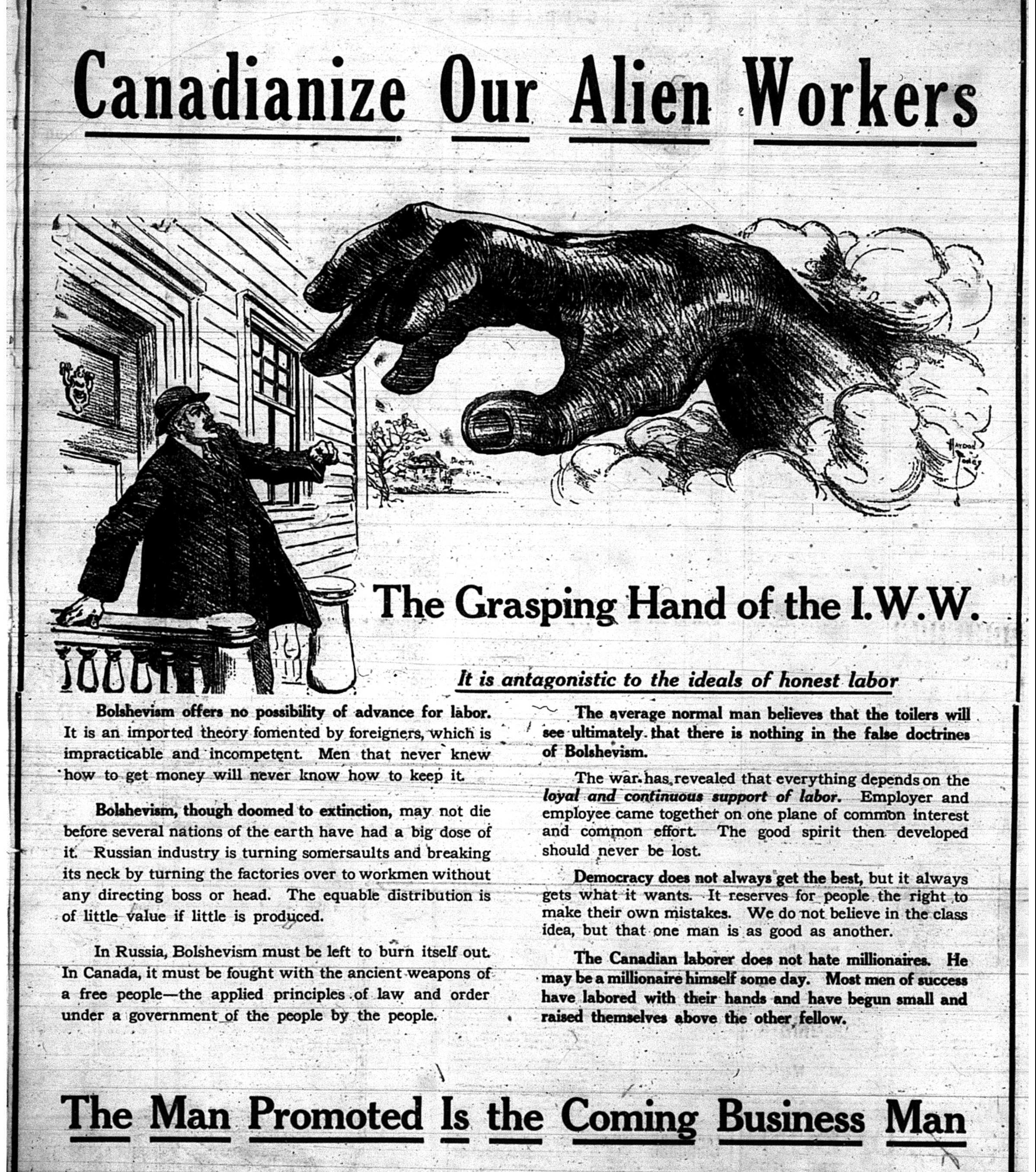
Manchete do Calgary Herald durante a greve geral

### Greve geral em Amherst
Em 19 de Maio, menos de uma semana após o início da greve de Winnipeg, os trabalhadores organizados na secção de Amherst do One Big Union fecharam a cidade para uma greve geral.  O One Big Union cobria quase todos os trabalhadores de Amherst, incluindo engenheiros, trabalhadores automotivos, mecânicos, construtores de vagões ferroviários, trabalhadores de fábricas de algodão e fabricantes de calçados.  O líder da OBU de Amherst, Frank Burke, permitiu que qualquer trabalhador se filiasse ao sindicato, independentemente do status sindical de seu local de trabalho, e substituiu as taxas por uma taxa única de um dólar no momento da entrada.
Um dia após a greve, a Robb Engineering negociou com os trabalhadores em greve, concordando com aumentos salariais e limitação da autogestão dos trabalhadores em troca do retorno dos engenheiros ao trabalho. Os trabalhadores restantes continuaram em greve por mais três semanas antes que os empregadores da cidade concordassem em reconhecer o sindicato, participar de negociações coletivas anuais e uma jornada de nove horas sem redução de salário. 

### Greve geral de Brandon
Brandon, Manitoba, votou em 20 de maio para iniciar uma greve geral que custou mais de 10.000 dias de grevista – uma das taxas per capita mais altas do país. A greve geral de Brandon foi a greve geral mais longa e coesa da onda de 1919.  A greve começou com operadores telefónicos e ferroviários a abandonarem o emprego, mas no espaço de uma semana 450 trabalhadores, quase toda a população activa da pequena localidade, estavam em greve. A pequena cidade estava completamente dividida; o Brandon Sun, a aplicação da lei local e a comunidade empresarial de um lado, e o Brandon Trades and Labor Council, juntamente com a Igreja do Povo liderada por A.E. Smith, por outro. Quando 350 grevistas, incluindo 36 veteranos da Primeira Guerra Mundial, marcharam pelas ruas de Brandon, o conselho municipal convocou a Polícia Montada Real Canadense. 
Depois que a greve geral de Winnipeg foi reprimida, o Brandon Trades and Labour Council apelou ao resto do país para continuar a greve geral, mas não teve sucesso. Em 1920, Smith foi eleito para a Legislatura de Manitoba como membro do Partido Trabalhista do Domínio.

### Greve geral em Calgary
Em 25 de maio, trabalhadores de 24 sindicatos de Calgary e Alberta votaram a favor de uma greve geral. A greve geral de Calgary é a maior disputa trabalhista da história da cidade, custando 31.700 dias de greve e durando quatro semanas. À medida que a greve avançava, mais sindicatos votaram pela participação, incluindo pedreiros, pedreiros e estucadores.  Os imigrantes japoneses que foram contratados como fura-greves também abandonaram o emprego. Um comitê de greve foi formado para coordenação. O comitê organizou marchas pela cidade em diversas ocasiões, acompanhadas por membros de bandas em greve que tocavam A Internacional e outros hinos socialistas. Danças, almoços e arrecadação de fundos foram organizados pelo comitê, arrecadando milhares de dólares em dinheiro de hoje.  As mulheres também desempenharam um papel importante na greve, desempenhando um papel importante na organização do comité de greve. Participaram donas de casa e também trabalhadoras.  A Sra. Jean MacWilliams de Calgary, que organizou os trabalhadores da lavanderia, perguntou retoricamente: "Somos a favor de uma revolução sangrenta? Ora, qualquer tipo de revolução seria melhor do que as condições como estão agora!" Como em outras cidades, a Polícia Montada Real Canadense reprimiu a greve. A polícia confiscou e destruiu todos os livros encadernados em couro vermelho, levando a um incidente em que policiais queimaram acidentalmente dezenas de Bíblias. 
A greve foi cancelada em 25 de junho, após os acontecimentos do Sábado Sangrento, mas não depois de ganhar menos horas de trabalho e salários mais altos para mecanistas, moldadores e outros metalúrgicos.

### Greve geral de Edmonton
Em Edmonton, Alberta, iniciou-se uma greve geral em 26 de maio, após uma votação pró-greve de 1.676-506. Participaram 34 dos 38 sindicatos de Edmonton, liderados pelo militante do Partido Socialista e líder sindical dos carpinteiros Joseph Knight e pelo membro do Industrial Workers of the WorldCarl Berg.  Os mais fortes apoiadores da greve foram trabalhadores de vagões ferroviários, mecanistas, trabalhadores de oficinas ferroviárias, mineiros, trabalhadores da construção civil e funcionários públicos. Tal como em Calgary, os trabalhadores organizaram um comité de greve, embora o papel deste comité fosse muito maior. Sob a liderança de Carl Berg, foram organizados subcomitês para diversos assuntos, incluindo saúde, segurança e comunicações. O comité de greve colocou os comboios, o abastecimento de água e a electricidade sob o controlo dos trabalhadores. A energia foi cortada nas comunidades ricas e a água só foi fornecida aos hospitais e às comunidades da classe trabalhadora. 
Caminhoneiros, motoristas de táxi, carpinteiros, pedreiros e pedreiros, caldeireiros, encanadores, pintores, ferroviários, estaleiros, transportadores de carga, maquinistas, mensageiros expressos, operadores de escavadeiras a vapor, metalúrgicos, trabalhadores de manutenção ferroviária, funcionários ferroviários e ferreiros ainda estavam todos trabalhando.  Os trabalhadores imigrantes chineses também participaram, tornando a greve multirracial – o que foi um facto notável no movimento trabalhista predominantemente branco do Canadá.  Os trabalhadores reuniam-se regularmente na praça da cidade para ouvir discursos de líderes sindicais como Sarah Knight. Estas reuniões eram muitas vezes dispersas de forma violenta. O escritório do Partido Socialista do Canadá foi invadido e saqueado pela RCMP. A greve geral durou 1 mês e custou 24 mil dias de grevista. 

### Greve geral de Toronto
Em 26 de maio, Toronto, Ontário, juntou-se à crescente onda de greves gerais após uma votação de 2:1. A principal reivindicação dos mais de 19.000 trabalhadores em greve era uma jornada de trabalho de 8 horas.  A greve foi menos violenta do que a greve anterior em Vancouver e a greve geral em curso em Winnipeg, com apenas um incidente de violência registrado quando a polícia foi enviada à fábrica Massey-Harris para dispersar manifestantes que se opunham à demissão de trabalhadores em greve.  Os trabalhadores em greve chegaram a um acordo com os empregadores em 29 de Maio, aceitando uma semana de 48 horas com garantia de 40 horas, pagamento de horas extraordinárias, benefícios de antiguidade e um procedimento formal de reclamação.  Muitos trabalhadores, incluindo maquinistas, estivadores, frigoríficos e trabalhadores do vestuário, continuaram em greve durante Junho e Julho, resultando em ganhos significativos em quase todos os casos.  Entre maio e julho de 1919, mais de 34.000 trabalhadores entraram em greve em Ontário, custando às empresas 632.409 dias de greve. 

### Greve geral de Vitória
Em Vitória, estavam divididos sobre participar ou não da Revolta Trabalhista. Embora o Conselho Comercial e Trabalhista de Victoria tenha declarado "Um Grande Sindicato é o Ideal a ser almejado, sendo o objetivo final os trabalhadores como uma classe organizada contra o inimigo comum", muitos sindicatos na cidade ainda se dedicavam ao sindicalismo artesanal. Em 1º de junho, a seção Victoria da OBU declarou uma greve geral.
Participaram da greve estivadores, estaleiros, mecanistas, pintores, calafetadores e carroceiros. Notavelmente, os professores também entraram em greve, tornando a greve geral de Victoria a primeira greve de professores no Império Britânico. Tripulantes não sindicalizados a bordo de navios a vapor e trabalhadores siderúrgicos também abandonaram o trabalho em apoio à greve. No dia 15 de junho, o sindicato de 1.400 carpinteiros aderiu à greve, seguido pelos fabricantes de caldeiras no dia 21 e pelos metalúrgicos no dia 23. Funcionários públicos, eletricistas, trabalhadores de bondes e carteiros, que apoiavam o sindicalismo artesanal, se opuseram à greve. 
A greve geral de Victoria custou 28 mil dias de greve e envolveu bem mais de 5 mil trabalhadores.

### Greve do carvão em Alberta
Após a derrota das greves gerais, 6.500 mineiros de carvão organizados com a OBU continuaram a atacar durante o verão em Alberta. Usando a tática de “greve de 100%” de J.B. McLachlan, os mineiros incluíram com sucesso trabalhadores de manutenção e chefes de bombeiros na greve. O que começou como uma greve geral tornou-se numa batalha campal pelo reconhecimento da OBU pela indústria de mineração.
A Real Polícia Montada do Canadá foi enviada para proteger as empresas de mineração dos mineiros de carvão em greve e deu às empresas de mineração permissão para contratar esquadrões de capangas para interromper a greve. De 11 de agosto a 1º de setembro, os esquadrões de capangas receberam US$ 10/dia (o equivalente a US$ 150 hoje) e bebidas alcoólicas gratuitas em troca da repressão à greve. Os capangas patrulhavam as ruas com soqueiras e pés de cabra, espancando e amarrando mineiros em greve. Cinco capangas invadiram a casa do líder da greve John Sullivan e tentaram agredi-lo fisicamente, mas não tiveram sucesso devido à intervenção de um mineiro armado. O mineiro foi posteriormente preso porque a arma de fogo era de propriedade ilegal, a única prisão de ambos os lados durante a greve. 

## Agitação em Montreal e greves selvagens
Montreal era o centro econômico do Canadá. Foi o centro comercial, industrial e financeiro do país na época da revolta trabalhista. Foi também palco de graves conflitos civis e trabalhistas. Em Dezembro de 1918, 1.500 trabalhadores do sector público, incluindo bombeiros, engenheiros sanitários e trabalhadores da água, entraram em greve. A administração municipal respondeu instituindo o taylorismo, cortando a força de trabalho e recrutando líderes empresariais para suprimir a greve. As empresas locais contrataram fura-greves para trabalhar no lugar dos grevistas e contrataram destruidores de sindicatos do Serviço de Detetives Thiel. Estas ações causaram um grande motim nos distritos da classe trabalhadora; 300 falsos alarmes de incêndio foram acionados, fura-greves foram violentamente agredidos e enviaram agentes de Thiel para o hospital. Os esforços do sindicato foram finalmente bem-sucedidos e a cidade de Montreal foi forçada a negociar com eles. 
Em abril de 1919, trabalhadores de várias lojas e armazéns recusaram-se a receber mercadorias entregues por fura-greves que trabalhavam para a Dominion Express Company, e então dispersaram à força os guardas que protegiam os fura-greves durante uma disputa trabalhista na Montreal Light, Heat and Power Company. Pouco depois, 4.000 caminhoneiros entraram em greve selvagem. Os caminhoneiros tomaram conta das ruas, derrubando carros que entregavam mercadorias e descarregavam a carga na rua. O Conselho de Comércio e Trabalho de Montreal (MTLC) denunciou as táticas dos caminhoneiros, revelando uma divisão entre os trabalhadores comuns, que defendiam uma abordagem mais radical, e os dirigentes sindicais assalariados, que eram mais moderados. 
Em maio de 1919, os trabalhadores do estaleiro pressionaram o MTLC para convocar uma greve geral em apoio às realizadas em outras partes do Canadá . A liderança do MTLC recusou-se a submeter a votação a moção de greve geral. 12.000 trabalhadores de vários setores, incluindo transporte marítimo e vestuário, entraram em greve selvagem, com 15.000 trabalhadores ameaçando fazer o mesmo. A greve provocou uma resposta dura tanto do MTLC quanto da indústria, incluindo a Harbour Commission e a Canadian Pacific Railway. Entre maio e julho de 1919, mais de 22.000 trabalhadores entraram em greve na cidade de Montreal.
O crescimento e a combatividade do trabalho radical em Montreal levaram a Igreja Católica a aumentar os esforços para formar um movimento trabalhista católico, aumentando fundos, imprensa e pessoal para os sindicatos católicos. 

## Guerras trabalhistas de Cape Breton

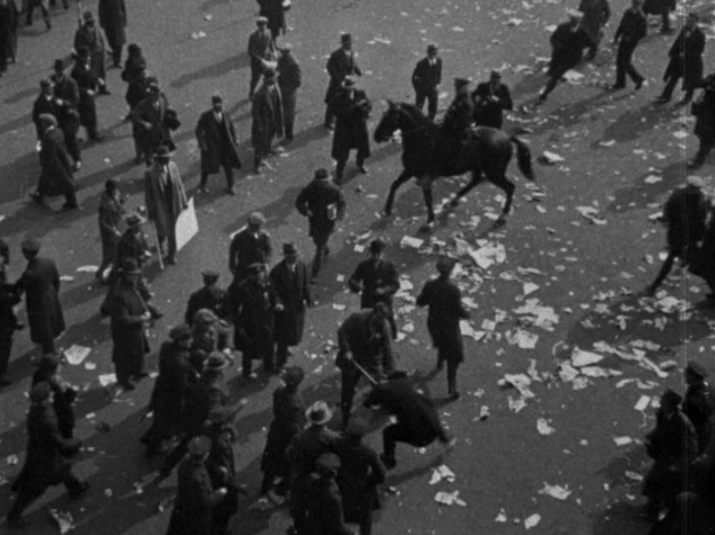
Polícia Montada Real Canadense dispersando trabalhadores em greve

As minas de carvão da Nova Escócia, especialmente na Ilha de Cape Breton, foram um importante local de conflito de classes no início da década de 1920.  No início de 1922, a British Empire Steel Corporation (ou "BESCO") na Nova Escócia reduziu os salários dos mineiros de carvão em um terço. Os trabalhadores, organizados como Distrito 26 dos Trabalhadores Mineiros Unidos da América, ganharam reconhecimento oficial durante a onda de greves de 1919. Liderados por J.B. McLachlan, responderam reduzindo a produção em um terço e, no final do Verão, cerca de metade da redução salarial foi retirada.  Greves menores ocorreram em nível local durante este período por questões de gestão, supervisão e segurança no local de trabalho. Em 1923, os trabalhadores siderúrgicos de Cape Breton fizeram greve pelo reconhecimento do seu sindicato. Em apoio aos trabalhadores siderúrgicos, os mineiros de carvão de Cape Breton também entraram em greve. A polícia provincial foi mobilizada para dispersar à força os trabalhadores, que se haviam reunido para fazer piquetes nos portões da siderúrgica em Whitney Pier. Dois líderes trabalhistas foram presos, incluindo McLachlan.  McLachlan foi destituído do cargo pela UMWA e também condenado por difamação sediciosa. O Partido Comunista do Canadá, ao qual McLachlan aderiu no final de 1922, denunciou a supressão da greve. Annie Buller, uma das fundadoras do partido e porta-voz mais influente, viajou para Cape Breton, onde ajudou os trabalhadores na organização. 
Nos dois anos seguintes, os mineiros de carvão entrariam em greve intermitente, culminando em 1925, quando o BESCO se recusou a negociar um novo contrato com o sindicato e reduziu os dias de trabalho. A partir de março de 1925, 12 mil mineiros entraram em greve. A BESCO respondeu cortando o acesso dos trabalhadores às lojas da empresa. 
Em 11 de junho de 1925, cerca de 2.000 mineiros marcharam sobre a usina local em Waterford Lake na tentativa de assumir o controle dela. Eles foram recebidos pela polícia da empresa.  Quando a empresa a polícia abriu fogo contra os trabalhadores. três ficaram feridos e o mineiro de carvão William Davis foi morto.  Os mineiros então atacaram a polícia, forçando-os a recuar. Os mineiros assumiram o controle da usina, com a cooperação dos 30 trabalhadores da usina. Os mineiros também começaram a "liberar" lojas da empresa nas minas de carvão e a distribuir mercadorias. O que ficou conhecido como Batalha de Waterford Lake terminou com o envio de 2.000 soldados do exército canadense, que dispersaram os mineiros e restauraram o controle do BESCO. 
Após um relatório da comissão real em 1926, o BESCO foi forçado a reconhecer o sindicato dos mineiros de carvão e a negociar através de negociação coletiva com a UMWA.

## Resultado
A revolta trabalhista não conseguiu se tornar uma greve geral nacional que deu início a uma comunidade cooperativa, como a OBU esperava. A One Big Union enfrentou severa repressão, sendo restringido quando o primeiro-ministro Arthur Meighen estendeu a proibição de guerra a grupos políticos e trabalhistas, Seção 19.  Devido à sua natureza radical, a maioria dos empregadores recusou-se a negociar com a OBU, levando muitos trabalhadores a abandoná-la por sindicatos mais moderados. Seu conflito com o mais poderoso Congresso de Comércio e Trabalho do Canadá e a afiliada Federação Americana do Trabalho enfraqueceu ainda mais a OBU. 
Muitos organizadores da Revolta Trabalhista passaram a desempenhar papéis importantes no movimento socialista do Canadá. George Armstrong, um dos organizadores da greve geral de Winnipeg, foi eleito para a Legislatura de Manitoba como membro do Partido Socialista do Canadá. Roger Ernest Bray, outro líder grevista, tornou-se fundador da Co-operative Commonwealth Federation, assim como J.S. Woodsworth. J.B. McLachlan tornou-se líder da Liga da Unidade dos Trabalhadores, o maior e mais ativo sindicato durante a Grande Depressão e afiliado direto do Partido Comunista do Canadá.  